# Christuskirche (Karlsruhe)

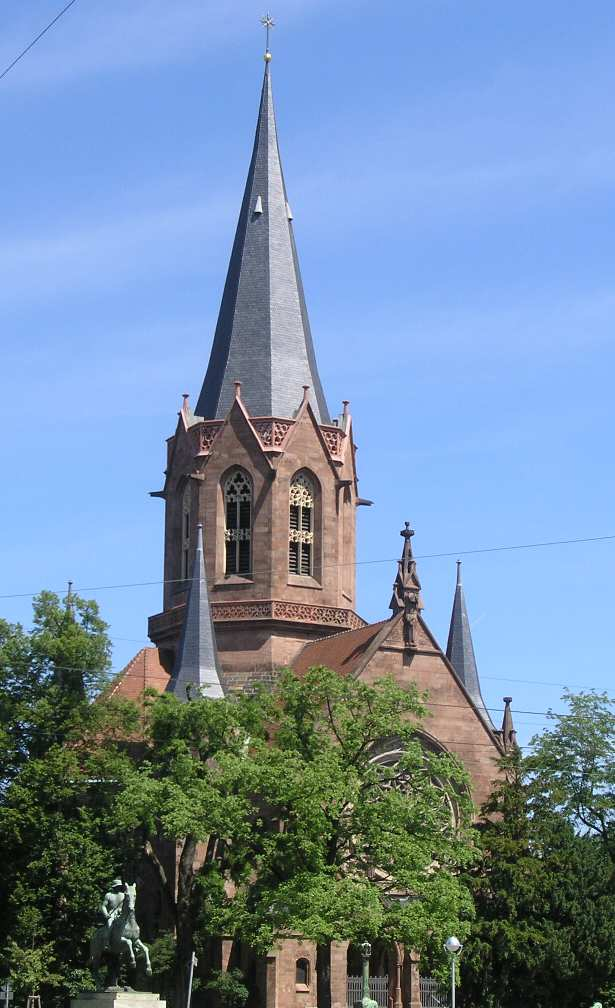
Christuskirche Karlsruhe mit dem Leibdragonerdenkmal davor

Die Christuskirche ist eine evangelische Kirche in Karlsruhe. Sie wurde von 1896 bis 1900 durch die Karlsruher Architekten Curjel & Moser am Mühlburger Tor erbaut, dem Beginn der Weststadt. Heute ist sie als Kulturdenkmal von besonderer Bedeutung geschützt.

## Geschichte

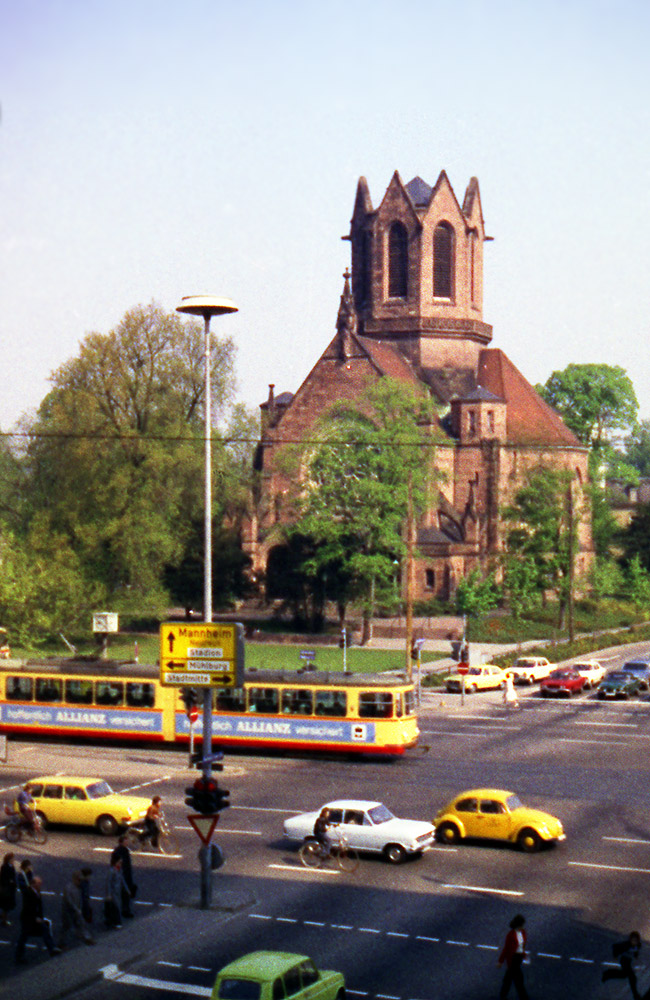
Die Kirche um 1980, vor der Wiederherstellung des zerstörten Turmhelms

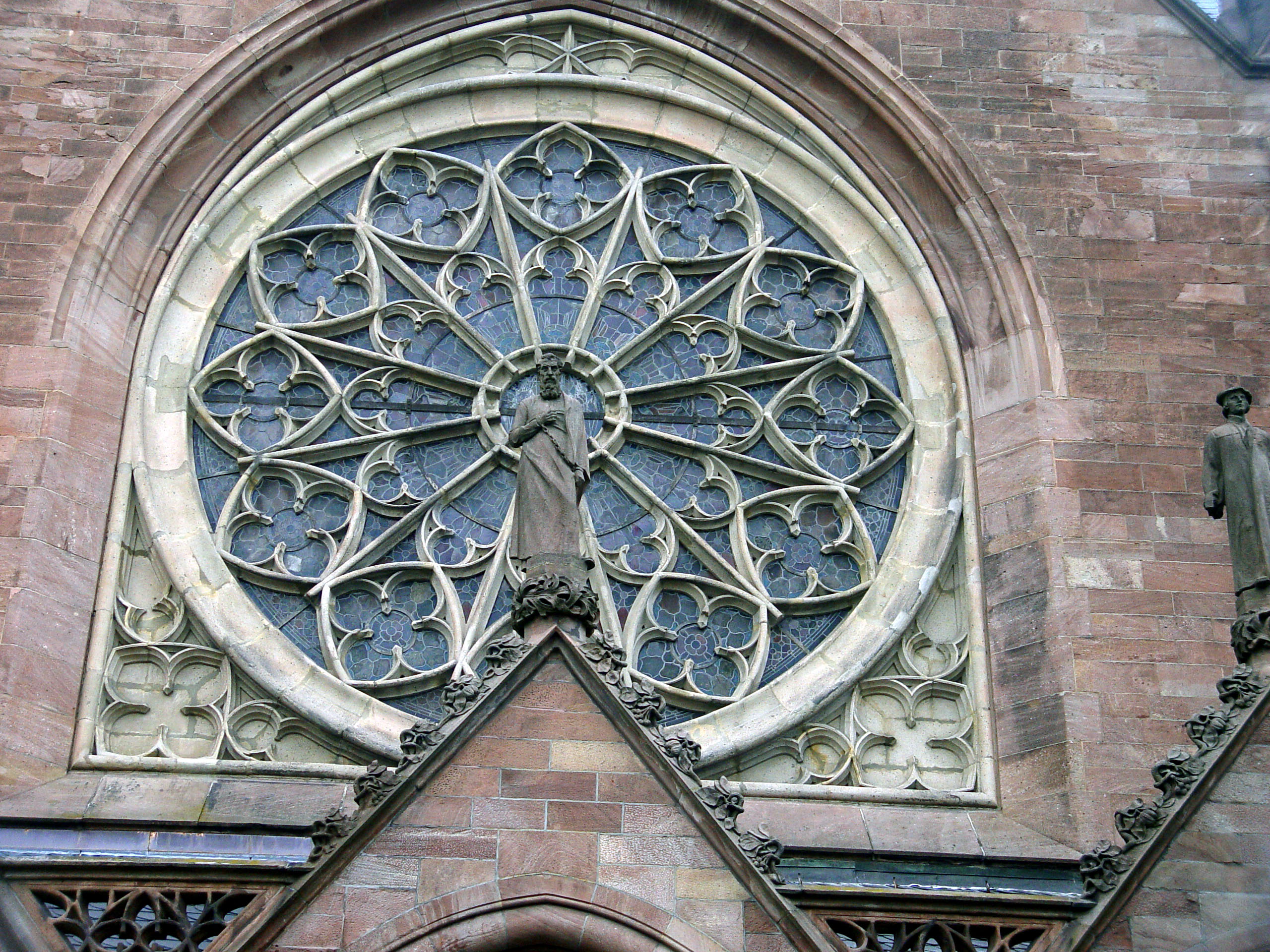
Rosette des Fronteingangs

Die ersten Planungen zum Kirchenbau gehen auf die Jahre 1888 bis 1892 zurück. Nach einem Architekturwettbewerb erhielten Curjel und Moser den Auftrag zur Ausführung, für die sie jedoch zunächst ihren Wettbewerbsentwurf weiter überarbeiteten. Die Kirche entstand in neugotischen Formen mit Jugendstil-Elementen und wurde am 14. Oktober 1900 geweiht. Den plastischen Schmuck entwarfen die Bildhauer Wilhelm Sauer, Hermann Binz und Fridolin Dietsche.
Während des Zweiten Weltkriegs, im Juni 1942, mussten die Kirchenglocken der Kirche abgegeben werden, um für Rüstungszwecke eingeschmolzen zu werden – wie der Großteil aller bronzenen Glocken in Deutschland.
Die Christuskirche selbst wurde im Zweiten Weltkrieg durch Luftangriffe schwer beschädigt, zuerst in der Bombennacht vom 2. auf den 3. September 1942 beim Großangriff auf Karlsruhe und ein zweites Mal vom 4. auf den 5. Dezember 1944. Hierbei kam es neben großen Schäden an Fenstern und Gewölben zu Schäden an der Rosette des Fronteingangs. Sofort nach Ende des Krieges begann man mit dem Wiederaufbau der Kirche. In den Jahren 1985 bis 1988 wurde dann auch der ursprüngliche Turmhelm rekonstruiert.
Seit 2011 befindet sich ein Nagelkreuz von Coventry in der Kirche.

## Gemeinde
Zur Gemeinde an der Christuskirche zählen knapp 6.000 Mitglieder (Stand Januar 2016). Sie umfasst ein Gebiet heterogener Sozialstrukturen und Milieus. Hierzu gehören dicht bebaute innerstädtische Straßenzüge im Süden mit vielen Studierenden und hohem Anteil an Menschen mit Migrationshintergrund, ein Neubaugebiet in der ehemaligen Amerikanersiedlung im Norden mit vorwiegend jungen Familien sowie bürgerlich-akademisch geprägte Quartiere.

## Kirchenmusik
Die Pflege der Kirchenmusik hat an der Christuskirche Tradition. Es bestehen ein Oratorienchor, ein Kammerchor sowie ein Bläserkreis, die den Gottesdienst mitgestalten und regelmäßig Konzerte geben. Musikalische Nachwuchsarbeit wird in Kooperation mit der Ev. Stadtkirche in der Singschule Cantus Juvenum geleistet.

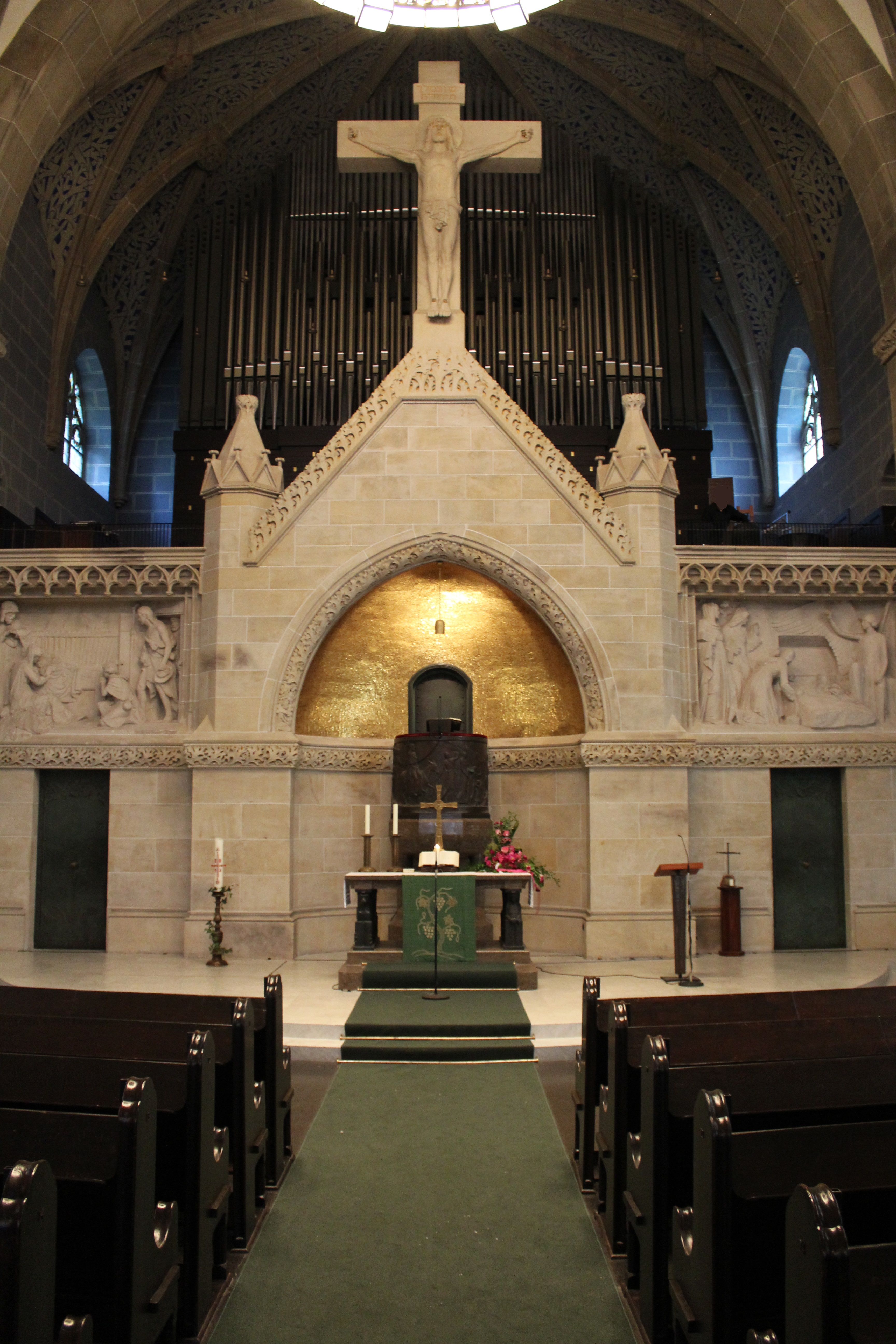
Chor mit Altarwand von Fridolin Dietsche, dahinter die erhöhte Klaisorgel

Von 1999 bis 2017 wirkte Carsten Wiebusch als Kantor, Kirchenmusikdirektor und Organist an der Christuskirche Karlsruhe. 2018 übernahm Peter Gortner (* 1989) das Amt des Kantors. Wiebusch ist weiterhin als Organist an der Kirche tätig.

### Orgel
Die Konzertorgel der Christuskirche wurde 1966 als Opus 1850 von der Orgelbaufirma Johannes Klais (Bonn) erbaut. Das Instrument hatte 57 Register (etwa 5000 Pfeifen) auf vier Manualen und Pedal. Die Spieltrakturen waren mechanisch, die Registertrakturen elektrisch.
In den Jahren 2008–2010 wurden praktisch alle seinerzeit hochklassig intonierten Register klanglich unverändert in einem Orgelneubau integriert. Die Disposition wurde um Register der Vater- und Großvatergeneration Klais erweitert, um auch spät-barocke, romantische und zeitgenössische Orgelliteratur darbieten zu können. Die Orgel hat heute 85 Register auf vier Manualen und Pedal.
| I Hauptwerk C–a3 |                   |       |
|                  | Hauptwerk A       |       |
| 1.               | Principal         | 16′   |
| 2.               | Principal         | 8′    |
| 3.               | Hohlflöte         | 8′    |
| 4.               | Gemshorn          | 8′    |
| 5.               | Schwebung         | 8′    |
| 6.               | Octav             | 4′    |
| 7.               | Koppelflöte       | 4′    |
| 8.               | Quint             | 2 ⁄3′ |
| 9.               | Octav             | 2′    |
| 10.              | Mixtur V-VI       |       |
| 11.              | Cymbel IV         |       |
| 12.              | Kornett III-V     | 8′    |
| 13.              | Trompete          | 16′   |
| 14.              | Trompete          | 8′    |
|                  | Hauptwerk B       |       |
| 15.              | Bordun            | 16′   |
| 16.              | Hornprincipal     | 8′    |
| 17.              | Solo-Gamba        | 8′    |
| 18.              | Flaut harmonique  | 8′    |
| 19.              | Gedeckt           | 8′    |
| 20.              | Weitoctave        | 4′    |
| 21.              | Kornettmixtur III |       |
| 22.              | Tuba              | 8′    |

| II Positiv C–a3 |                |       |
| 23.             | Principal      | 8′    |
| 24.             | Rohrflöte      | 8′    |
| 25.             | Salicional     | 8′    |
| 26.             | Quintade       | 8′    |
| 27.             | Octav          | 4′    |
| 28.             | Holztraverse   | 4′    |
| 29.             | Dulciana       | 4′    |
| 30.             | Sesquialter II | 2 ⁄3′ |
| 31.             | Octav          | 2′    |
| 32.             | Waldflöte      | 2′    |
| 33.             | Sifflöte       | 1′    |
| 34.             | Scharff IV-VI  |       |
| 35.             | Holzdulcian    | 16′   |
| 36.             | Krummhorn      | 8′    |

| III Schwellwerk C–a3 |                |        |
| 37.                  | Pommer         | 16′    |
| 38.                  | Holzprincipal  | 8′     |
| 39.                  | Viola          | 8′     |
| 40.                  | Rohrbordun     | 8′     |
| 41.                  | Principal      | 4′     |
| 42.                  | Nachthorn      | 4′     |
| 43.                  | Nazard         | 2 ⁄3′  |
| 44.                  | Querflöte      | 2′     |
| 45.                  | Terz           | 1 3⁄5′ |
| 46.                  | Mixtur V       |        |
| 47.                  | Basson         | 16′    |
| 48.                  | Hautbois       | 8′     |
| 49.                  | Trompete harm. | 8′     |
| 50.                  | Clairon        | 4′     |

| IV. Manual C–a3 |                  |       |
|                 | Kronwerk         |       |
| 51.             | Holzgedackt      | 8′    |
| 52.             | Rohrflöte        | 4′    |
| 53.             | Principal        | 2′    |
| 54.             | Larigot          | 1 ⁄3′ |
| 55.             | Oberton III      |       |
| 56.             | Musette          | 8′    |
|                 | Echowerk         |       |
| 57.             | Salicet          | 16′   |
| 58.             | Geigenprincipal  | 8′    |
| 59.             | Lieblich Gedeckt | 8′    |
| 60.             | Aeoline          | 8′    |
| 61.             | Vox coelestis    | 8′    |
| 62.             | Violine          | 4′    |
| 63.             | Fernflöte        | 4′    |
| 64.             | Vox humana       | 8′    |
| 65.             | Rohrschalmey     | 8′    |

| Pedal C–f1 |                      |         |
| 66.        | Untersatz            | 32′     |
| 67.        | Theorbe (Nr. 57)     | 32′     |
| 68.        | Principal            | 16′     |
| 69.        | Violonbass           | 16′     |
| 70.        | Subbass              | 16′     |
| 71.        | Bordun (Nr. 15)      | 16′     |
| 72.        | Salicetbass (Nr. 57) | 16′     |
| 73.        | Quint                | 10 2⁄3′ |
| 74.        | Octav                | 8′      |
| 75.        | Gedeckt              | 8′      |
| 76.        | Cello                | 8′      |
| 77.        | Choralbass           | 4′      |
| 78.        | Bauernflöte          | 2′      |
| 79.        | Basscornett III      |         |
| 80.        | Basszink III         |         |
| 81.        | Hintersatz V         |         |
| 82.        | Posaune              | 16′     |
| 83.        | Sarrusophon (Nr. 65) | 16′     |
| 84.        | Trompete             | 8′      |
| 85.        | Trompete             | 4′      |

- Mechanische Koppeln: II/I, IV K/I, IV K/II, I A/P, II/P, IV K/P
- Elektrische Koppeln:
  - Normalkoppeln: III/I, III/II, IV E/I, IV E/II, IV E/III, I B/P, III/P, IV E/P
  - Superoktavkoppeln: I B/I, III/I, III/II, III/III, IV E/I, IV E/II, IV E/III, IV E/IV, I B/P, III/P, IV E/P
  - Suboktavkoppeln: I B/I, III/I, III/II, III/III, IV E/I, IV E/II, IV E/III, IV E/IV
  - Hyperkoppel: I B/P
- Nebenregister: Glockenspiel, Zimbelstern (Chimes)
- Spielhilfen: Feste Kombinationen (p, f, Tutti), Freie Kombination, geteilte Kombinationen, Pianopedal, Registerfessel, Winddrossel,

Setzeranlage, Crescendowalze.

## Glocken
Im Kirchturm der Christuskirche befindet sich ein Glockengeläut aus sechs Bronzeglocken:
| Nr. | Name                                         | Gießer                                           | Gussjahr | Durchmesser | Gewicht | Schlagton | Inschrift                                                                                                 |
| --- | -------------------------------------------- | ------------------------------------------------ | -------- | ----------- | ------- | --------- | --- |
| 1   | Friedensglocke (Mittagsbetglocke, Gloriosa)  | Albert Bachert, Karlsruhe                        | 2004     | 2350 mm     | 9160 kg | f°        | + ET IN TERRA PAX URBI ET ORBI +                                                                          |
| 2   | Christusglocke (Schiedglocke, Dominica)      | Karlsruher Glocken- und Kunstgießerei, Karlsruhe | 1953     | 1502 mm     | 1730 kg | c'        | + „Jesus Christus, gestern und heute und derselbe auch in Ewigkeit“ +                                     |
| 3   | Kreuzglocke (Zeichenglocke)                  | Gebrüder Bachert, Karlsruhe                      | 1929     | 1392 mm     | 1534 kg | d'        | + „O Land, Land, höre des Herrn Wort!“ +                                                                  |
| 4   | Dreieinigkeitsglocke (Betglocke)             | Glockengießerei Bachert, Heilbronn               | 1952     | 1162 mm     | 0893 kg | f'        | + „Die Gnade unseres Herrn Jesu Christi und die Liebe Gottes und die Gemeinschaft des Heiligen Geistes“ + |
| 5   | Heiliggeistglocke (Trauglocke, Segensglocke) | Gebrüder Bachert, Karlsruhe                      | 1924     | 1013 mm     | 0539 kg | g'        | + „Ehre sei Gott in der Höhe und Frieden auf Erden, und den Menschen ein Wohlgefallen“ +                  |
| 6   | Lutherglocke (Taufglocke)                    | Gebrüder Bachert, Karlsruhe                      | 1953     | 0930 mm     | 0450 kg | g'        | + „Ein feste Burg ist unser Gott, ein gute Wehr und Waffen“ +                                             |

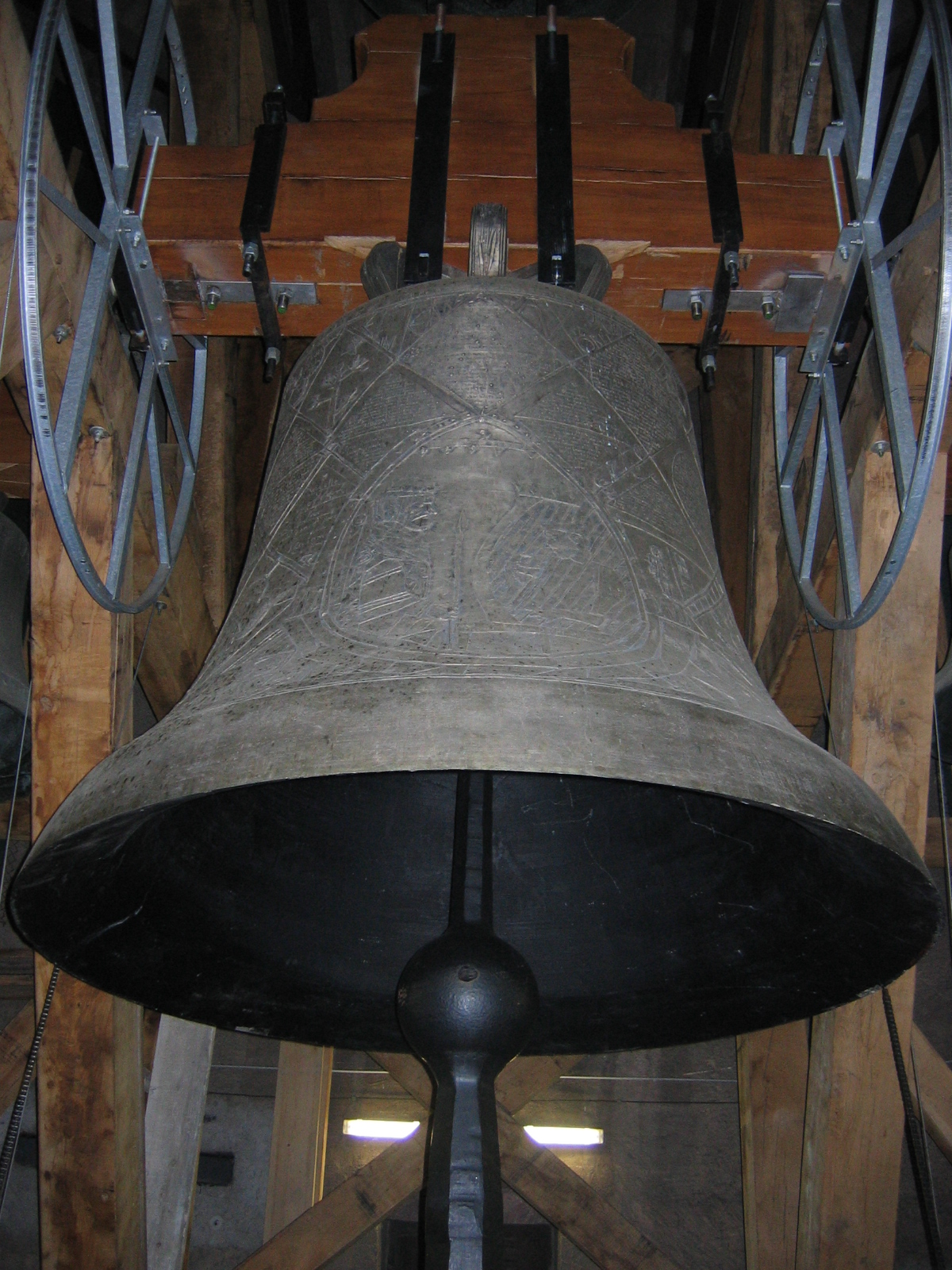
Friedensglocke
Am 24. September 2004 wurde anlässlich der Glockentage in Karlsruhe die große Friedensglocke in der Glockengießerei Bachert gegossen. Die künstlerische Gestaltung der Glocke übernahm Emil Wachter. Am darauffolgenden Tag wurde auf dem Marktplatz von Karlsruhe eine kleinere Friedensglocke mit 320 kg und dem Ton c2 für das Straßburger Münster gegossen.
1000 Personen haben sich an den Kosten der Glocke beteiligt und sind als Spender eingraviert. Täglich um 12 Uhr mahnt sie für rund fünf Minuten ans Gebet für den Frieden. Die Karlsruher Friedensglocke ist die größte Kirchenglocke Baden-Württembergs.